# José Rebelo (atleta)
José Rebelo es un deportista portugués que compitió en atletismo adaptado. Ganó tres medallas en los Juegos Paralímpicos de Seúl 1988.

## Palmarés internacional
| Juegos Paralímpicos | Juegos Paralímpicos  | Juegos Paralímpicos | Juegos Paralímpicos |
| Año                 | Lugar                | Medalla             | Prueba              |
| ------------------- | -------------------- | ------------------- | ------------------- |
| 1988                | Seúl (Corea del Sur) | Medalla de plata    | 100 m C8            |
| 1988                | Seúl (Corea del Sur) | Medalla de plata    | 200 m C8            |
| 1988                | Seúl (Corea del Sur) | Medalla de bronce   | 400 m C8            |